# 刘易斯·布拉斯
刘易斯·布拉斯（英語：Lewis Burras，2000年2月12日—），英国男子游泳运动员，2022年世界游泳锦标赛男子4×100米混合泳接力铜牌得主、2022年英联邦运动会男子50米自由泳、男子4×100米自由泳接力和混合4×100米自由泳接力银牌得主。